# Bombus honshuensis
Bombus honshuensis là một loài Hymenoptera trong họ Apidae. Loài này được Tkalcu mô tả khoa học năm 1968.